# Epidendrum berkeleyi
Epidendrum berkeleyi là một loài thực vật có hoa trong họ Lan. Loài này được (Rolfe) Baptista mô tả khoa học đầu tiên năm 2005.